# Alex Valencia
Alex Marcel Lund Valencia (ur. 22 września 1979 w Bergen) – piłkarz norweski pochodzenia kolumbijskiego grający na pozycji prawego pomocnika.

## Życiorys
Matka Valencii pochodzi z Kolumbii, a ojciec jest Norwegiem. 

### Kariera klubowa
Alex urodził się w Bergen i tam też rozpoczął karierę piłkarską w klubie Åsane Fotball. Następnie odszedł do SK Brann i w 1998 roku awansował do kadry pierwszego zespołu. Wtedy też zadebiutował w barwach Brann w rozgrywkach pierwszej ligi norweskiej. W 2000 roku wywalczył z Brann wicemistrzostwo Norwegii, ale w pierwszym składzie tego klubu zaczął grać w sezonie 2001. W Brann rozegrał 80 meczów i strzelił 7 goli.
W 2003 roku Valencia odszedł z Brann do Startu. W zespole tym grał przez 3,5 roku. Największy sukces ze Startem osiągnął w 2005 roku, gdy został wicemistrzem Norwegii. Ogółem za czasów gry w Starcie wystąpił w 77 ligowych meczach i strzelił w nich 11 bramek.
W lipcu 2007 roku Valencia został zawodnikiem duńskiego Aarhus GF. W lidze duńskiej zadebiutował 18 lipca 2007 w przegranym 1:2 meczu z AC Horsens. Zawodnikiem Århus Norweg był przez jeden sezon.
W połowie 2008 roku Valencia przeszedł do Odds BK. Na koniec roku wywalczył z nim awans z drugiej do pierwszej ligi. W trakcie sezonu 2009 ponownie zmienił klub i odszedł do Fredrikstad FK, w którym zadebiutował 12 września w spotkaniu z Vålerenga Fotball. Na koniec sezonu spadł z Fredrikstad do drugiej ligi.

### Kariera reprezentacyjna
W reprezentacji Norwegii Valencia zadebiutował 15 sierpnia 2001 w zremisowanym 1:1 towarzyskim spotkaniu z Turcją. Następnie do 2005 roku znajdował się poza kadrą narodową. W 2005 roku rozegrał w niej 2 mecze, podobnie jak w 2006. Łącznie wystąpił w niej 5 razy.

## Statystyki

### Klubowe
| Sezon   | Klub           | Kraj     | Rozgrywki    | Mecze | Bramki |
| ------- | -------------- | -------- | ------------ | ----- | ------ |
| 1998    | SK Brann       | Norwegia | Tippeligaen  | 3     | 0      |
| 1999    | SK Brann       | Norwegia | Tippeligaen  | 1     | 0      |
| 2000    | SK Brann       | Norwegia | Tippeligaen  | 15    | 1      |
| 2001    | SK Brann       | Norwegia | Tippeligaen  | 26    | 1      |
| 2002    | SK Brann       | Norwegia | Tippeligaen  | 21    | 3      |
| 2003    | SK Brann       | Norwegia | Tippeligaen  | 14    | 2      |
| 2004    | IK Start       | Norwegia | Adeccoligaen | 22    | 2      |
| 2005    | IK Start       | Norwegia | Tippeligaen  | 26    | 6      |
| 2006    | IK Start       | Norwegia | Tippeligaen  | 21    | 2      |
| 2007    | IK Start       | Norwegia | Tippeligaen  | 8     | 1      |
| 2007/08 | Aarhus GF      | Dania    | Superligaen  | 23    | 2      |
| 2008/09 | Aarhus GF      | Dania    | Superligaen  | 1     | 0      |
| 2008    | Odds BK        | Norwegia | Adeccoligaen | 9     | 0      |
| 2009    | Odds BK        | Norwegia | Tippeligaen  | 15    | 0      |
| 2009    | Fredrikstad FK | Norwegia | Tippeligaen  | 6     | 1      |
| 2010    | Fredrikstad FK | Norwegia | Adeccoligaen | 23    | 2      |
| 2011    | Fredrikstad FK | Norwegia | Tippeligaen  | 9     | 0      |
| 2012    | Fredrikstad FK | Norwegia | Tippeligaen  | 17    | 2      |
| 2013    | Åsane Fotball  | Norwegia | 2. divisjon  | 9     | 4      |